# Jorge Rafael Videla
Jorge Rafael Videla Redondo (ur. 2 sierpnia 1925 w Mercedes w Argentynie, zm. 17 maja 2013 w Marcos Paz) – dyktator, formalnie prezydent Argentyny w latach 1976–1981. 

## Życiorys

### Kariera wojskowa
Syn pułkownika wojskowego. W 1944 roku wstąpił do armii. W 1973 roku awansowany do stopnia generała brygadiera. W tym samym roku został szefem sztabu generalnego armii. W 1975 roku prezydentka Isabel Perón mianowała go głównodowodzącym armii. Rozpoczął reorganizacje armii i usunął z niej oficerów sympatyzujących z peronizmem. W 1975 roku prowadził kampanię przeciwko Rewolucyjnej Armii Ludu w prowincji Tucumán. 

### Rządy
4 marca 1976 roku uczestniczył w wojskowym zamachu stanu. 29 marca objął formalnie funkcję prezydenta.
W chwili objęcia władzy przez juntę kraj był pogrążony w katastrofie gospodarczej, wysokiej inflacji i korupcji. Działała lewicowa partyzantka (trockistowska Rewolucyjna Armia Ludu, lewicowo-nacjonalistyczny Montoneros i Peronistowskie Siły Zbrojne) oraz zbrojne grupy prawicy peronistowskiej (m.in. faszyzujący Nacjonalistyczny Ruch Tacuara). 
Videla zawiesił parlament, działalność partii politycznych i związków zawodowych. Najważniejsze stanowiska rządowe wypełnił personelem wojskowym. W gospodarce przyjął model wolnorynkowy.
W ciągu kilku najbliższych lat junta zabiła tysiące ludzi. Oficjalne dane mówią o 9 tysiącach ofiar, inne źródła szacują, że dyktator zabił od 15 do 30 tysięcy osób. Wiele innych osób zostało uwięzionych i poddanych torturom.

### Po zakończeniu rządów
W 1981 roku przekazał urząd prezydenta generałowi Roberto Eduardo Violi. Demokracja została przywrócona w 1983 roku. Videla został postawiony przed sądem, uznany za winnego i skazany na dożywotnie więzienie. Zarzuty, jakie mu postawiono, dotyczyły łamania praw człowieka. W 1990 roku prezydent Carlos Menem ułaskawił byłego dyktatora. Videla wrócił jeszcze na krótko do więzienia w 1998 roku, kiedy sąd uznał go za winnego mniej znanych porwań w czasie tzw. brudnej wojny. Ze względu na stan zdrowia, więzienie zamieniono Videli na areszt domowy. 22 grudnia 2010 były dyktator ponownie został skazany na dożywocie. Sąd w Córdobie uznał go winnym śmierci 31 więźniów politycznych w czasie rządów junty w latach 70. i 80.. Zmarł 17 maja 2013 w więzieniu w Buenos Aires z przyczyn naturalnych.